# Zápas na Letních olympijských hrách 1976 – muži, řecko-římský do 52 kg
Zápas řecko-římský ve váhové kategorii do 52 kg probíhal na Letních olympijských hrách 1976 v Montrealu, v multifunkční hale Maurice Richard Arena. O medaile se utkalo celkem 17 zápasníků.

## Turnajové výsledky
Za prohru zápasníci získávají záporné body. 6 bodů vyřazuje zápasníka z dalších bojů. Poté, co zbývají poslední tři borci, utkají se tito ve finálovém kole o medaile.
Legenda
- TF — Lopatkové vítězství
- IN — Vítězství pro soupeřovo zranění
- DQ — Vítězství pro soupeřovu pasivitu
- D1 — Vítězství pro soupeřovu pasivitu, vítěz taktéž napomínán
- D2 — Oba zápasníci diskvalifikováni pro pasivitu
- FF — Kontumační vítězství
- DNA — Soupeř nenastoupil
- TPP — Trestné body celkem
- MPP — Trestné body za zápas

Sankce
- 0 - Lopatkové vítězství, technická převaha, pro pasivitu, zranění soupeře, nenastoupení
- 0,5 - Výhra na body, 8-11 bodů rozdíl
- 1 - Výhra na body, 1-7 bodů rozdíl
- 2 - Výhra pro pasivitu, vítěz taktéž napomínán
- 3 - Prohra na body, 1-7 body rozdíl
- 3,5 - Prohra na body, 8-11 bodů rozdílu
- 4 - Prohra lopatková, technickou převahu, pro pasivitu, zranění, nenastoupení

### Kolo 1
| TPP | MPP |                            | Skóre     |                               | MPP | TPP |
| --- | --- | -------------------------- | --------- | ----------------------------- | --- | --- |
| 1   | 1   | Lajos Rácz (HUN)           | 13 - 9    | Charalambos Cholidis (GRE)    | 3   | 3   |
| 3.5 | 3.5 | Bruce Thompson (USA)       | 7 - 15    | Rolf Krauß (FRG)              | 0.5 | 0.5 |
| 4   | 4   | Leonel Duarte (POR)        | DQ / 7:47 | Mohamed Karmous (MAR)         | 0   | 0   |
| 0   | 0   | Nicu Gângă (ROU)           | IN / 5:11 | Petar Kirov (BUL)             | 4   | 4   |
| 1   | 1   | Vitalij Konstantinov (URS) | 10 - 8    | Antonio Caltabiano (ITA)      | 3   | 3   |
| 0   | 0   | Czesław Stanjek (POL)      | DQ / 6:52 | Jamsrangiin Mönkh-Ochir (MGL) | 4   | 4   |
| 4   | 4   | Julien Mewis (BEL)         | DQ / 8:40 | Baek Seung-Hyun (KOR)         | 0   | 0   |
| 4   | 4   | Bilal Tabur (TUR)          | DQ / 7:31 | Kóičiró Hirajama (JPN)        | 0   | 0   |
| 0   |     | Morad Ali Shirani (IRI)    |           | Bye                           |     |     |

### Kolo 2
| TPP | MPP |                               | Skóre     |                            | MPP | TPP |
| --- | --- | ----------------------------- | --------- | -------------------------- | --- | --- |
| 3   | 3   | Morad Ali Shirani (IRI)       | 6 - 9     | Lajos Rácz (HUN)           | 1   | 2   |
| 7   | 4   | Charalambos Cholidis (GRE)    | TF / 7:23 | Bruce Thompson (USA)       | 0   | 3.5 |
| 0.5 | 0   | Rolf Krauß (FRG)              | TF / 2:41 | Leonel Duarte (POR)        | 4   | 8   |
| 3   | 3   | Nicu Gângă (ROU)              | 11 - 17   | Vitalij Konstantinov (URS) | 1   | 2   |
| 4   | 1   | Antonio Caltabiano (ITA)      | 11 - 6    | Czesław Stanjek (POL)      | 3   | 3   |
| 7   | 3   | Jamsrangiin Mönkh-Ochir (MGL) | 12 - 16   | Julien Mewis (BEL)         | 1   | 5   |
| 1   | 1   | Baek Seung-Hyun (KOR)         | 9 - 6     | Bilal Tabur (TUR)          | 3   | 7   |
| 0   |     | Kóičiró Hirajama (JPN)        |           | Bye                        |     |     |
| 0   |     | Mohamed Karmous (MAR)         |           | DNA                        |     |     |
| 4   |     | Petar Kirov (BUL)             |           | DNA                        |     |     |

### Kolo 3
| TPP | MPP |                            | Skóre     |                         | MPP | TPP |
| --- | --- | -------------------------- | --------- | ----------------------- | --- | --- |
| 3   | 3   | Kóičiró Hirajama (JPN)     | 12 - 15   | Morad Ali Shirani (IRI) | 1   | 4   |
| 3   | 1   | Lajos Rácz (HUN)           | 8 - 6     | Bruce Thompson (USA)    | 3   | 6.5 |
| 4.5 | 4   | Rolf Krauß (FRG)           | DQ / 7:06 | Nicu Gângă (ROU)        | 0   | 3   |
| 2   | 0   | Vitalij Konstantinov (URS) | 22 - 4    | Julien Mewis (BEL)      | 4   | 9   |
| 4   | 0   | Antonio Caltabiano (ITA)   | DQ / 7:25 | Baek Seung-Hyun (KOR)   | 4   | 5   |
| 3   |     | Czesław Stanjek (POL)      |           | DNA                     |     |     |

### Kolo 4
| TPP | MPP |                            | Skóre     |                          | MPP | TPP |
| --- | --- | -------------------------- | --------- | ------------------------ | --- | --- |
| 4   | 1   | Kóičiró Hirajama (JPN)     | 5 - 2     | Lajos Rácz (HUN)         | 3   | 6   |
| 7   | 3   | Morad Ali Shirani (IRI)    | 10 - 16   | Rolf Krauß (FRG)         | 1   | 5.5 |
| 3.5 | 0.5 | Nicu Gângă (ROU)           | 11 - 1    | Antonio Caltabiano (ITA) | 3.5 | 7.5 |
| 2   | 0   | Vitalij Konstantinov (URS) | TF / 7:32 | Baek Seung-Hyun (KOR)    | 4   | 9   |

### Kolo 5
| TPP | MPP |                        | Skóre     |                            | MPP | TPP |
| --- | --- | ---------------------- | --------- | -------------------------- | --- | --- |
| 8   | 4   | Kóičiró Hirajama (JPN) | D1 / 5:45 | Nicu Gângă (ROU)           | 2   | 5.5 |
| 8.5 | 3   | Rolf Krauß (FRG)       | 11 - 16   | Vitalij Konstantinov (URS) | 1   | 3   |

### Finále
Výsledky z předchozích kol se započítávají do finále (žlutě zvýrazněno)
| TPP | MPP |                        | Skóre     |                            | MPP | TPP |
| --- | --- | ---------------------- | --------- | -------------------------- | --- | --- |
|     | 3   | Nicu Gângă (ROU)       | 11 - 17   | Vitalij Konstantinov (URS) | 1   |     |
|     | 4   | Kóičiró Hirajama (JPN) | D1 / 5:45 | Nicu Gângă (ROU)           | 2   | 5   |
| 5   | 1   | Kóičiró Hirajama (JPN) | 6 - 3     | Vitalij Konstantinov (URS) | 3   | 4   |

## Finálové pořadí
1. Vitalij Konstantinov (URS)
2. Nicu Gângă (ROU)
3. Kóičiró Hirajamaa (JPN)
4. Rolf Krauß (FRG)
5. Lajos Rácz (HUN)
6. Morad Ali Shirani (IRI)
7. Antonio Caltabiano (ITA)
8. Baek Seung-Hyun (KOR)